# ワジム・メドヴェージェフ
ワジム・アンドレーエヴィチ・メドヴェージェフ（ワジム・メドベージェフ、ヴァジム・メドヴェージェフ、ロシア語: Вадим Андреевич Медведев、ラテン文字転写の例：Vadim Andreevich Medvedev、1929年3月29日 - 2025年7月11日）は、ソビエト連邦およびロシアの経済学者、政治家。経済学博士。ミハイル・ゴルバチョフ政権末期の1988年から1990年までソ連共産党政治局員を務めた。ロシア科学アカデミー通信会員。

## 来歴・人物
1929年3月29日、ヤロスラヴリ州モホニコヴォに生まれる。1951年レニングラード大学経済学部を卒業する。
1968年から1971年まで、レニングラード市共産党委員会書記。1971年ソ連共産党中央委員会宣伝部副部長。ソ連社会科学アカデミー監査委員、共産党科学・教育部長、党社会主義諸国連絡部長を経て、1986年から1990年までソ連共産党中央委員会書記。ゴルバチョフ政権でペレストロイカの進行に伴い、共産党内の保守派と急進改革派の対立が激化し、イデオロギー担当書記のアレクサンドル・ヤコブレフ政治局員の後任として、イデオロギー担当書記、党中央委員会イデオロギー委員会議長となり、政治局員も兼ねた。
ソビエト連邦の崩壊後は、1992年にゴルバチョフ財団に入り経済学の研究者となる。
2025年7月11日、モスクワで死去。97歳没。
兄弟のニコライ・アンドレーエヴィチ・メドヴェージェフは、1975年から1994年までカリーニングラード大学学長を務めた。